# Edwyn Collins
Edwyn Stephen Collins (Edinburgh, 1959. augusztus 23. –) Ivor Novello-díjas skót zenész, énekes, producer, lemezkiadó tulajdonos, színész.

## Élete
A skóciai Edinburgh-ban született. Legismertebb dala az 1994-ben kiadott "A Girl Like You". 1976-ban Nu-Sonics néven alapított együttest, nevüket később Orange Juice-ra változtatták. 1985-ben kezdte meg szólókarrierjét. Harmadik szólólemezét már a saját, 1994-ben létrehozott stúdióban rögzítették. Fentebb említett, világhírű slágere több filmben is megjelent. 2005. február 18-án rosszullétre panaszkodott, de a szédülést és hányingert ételmérgezés tüneteinek vélte. Két nappal később állapota nagyon leromlott, kórházba került súlyos agyvérzéssel. Pár nap múlva újabb agyvérzést kapott, így február 25-én az orvosok kénytelenek voltak megműteni. A műtét sikeres volt, ezt követően egy hosszadalmas neurológiai rehabilitációs program segítségével tudott csak felépülni, mert a jobb oldali testrésze lebénult, és nehezen tudott beszélni. 2007 szeptemberében már kiadta a hatodik szólóalbumát. 2008 tavaszára már annyira feljavult az állapota, hogy élő televíziós műsorban is szerepelt, nyáron pedig fellépett egy fesztiválon. Meglassult beszéde, illetve hangjának megváltozása miatt kritikák érték, de ennek ellenére kitartóan és optimistán folytatta karrierjét. 2009 májusában díjat kapott akaratereje, életigenlése révén rengeteg küzdelmei legyőzéséért. 2010-ben is kitüntették az elmúlt harminc évi zeneipari munkásságáért.

## Diszkográfia
- Hope and Despair – Demon, 1989
- Hellbent on Compromise – Diablo, 1990
- Gorgeous George – Setanta, 1994, UK No. 8, US No. 183
- I'm Not Following You – Epic, 1997, UK No. 55
- Doctor Syntax – Setanta, 2002
- A Casual Introduction 1981/2001 – Setanta, 2002 (collection of Orange Juice and solo work)
- Home Again – Heavenly Records, 2007, UK No. 90
- Losing Sleep – Heavenly Records, 2010, UK No. 54
- Understated – AED Records, 2013

## További információ
- Hivatalos oldal
- Edwyn Collins a Facebookon
- Edwyn Collins a PORT.hu-n (magyarul)
- Edwyn Collins az Internet Movie Database-ben (angolul)
- Edwyn Collins a Rotten Tomatoeson (angolul)

## Fordítás
- Ez a szócikk részben vagy egészben  az   Edwyn Collins című angol Wikipédia-szócikk fordításán alapul.  Az eredeti cikk szerkesztőit annak laptörténete sorolja fel. Ez a jelzés csupán a megfogalmazás eredetét és a szerzői jogokat jelzi, nem szolgál a cikkben szereplő információk forrásmegjelöléseként.